# Hendrik Koot
Hendrik Evert Koot (Amsterdam, 5 april 1898 - aldaar, 14 februari 1941) was een Nederlands nationaalsocialist en collaborateur.

## Confrontatie
Koot was lid van de Nationaal-Socialistische Beweging (NSB) en actief in de Amsterdamse WA, de Weerbaarheidsafdeling van de NSB. Op 11 februari 1941 participeerde hij in een provocerende actie, waarbij een groep van omstreeks 45 WA-mannen door de Amsterdamse jodenbuurt marcheerde. De directe aanleiding tot deze actie van de WA waren de onlusten van de daaraan voorafgaande dagen, in en nabij de Amsterdamse jodenbuurt. De WA trachtte caféhouders die niet van zins waren de toen net uitgevaardigde bordjes met teksten als 'Voor Joden verboden' of 'Joden niet gewenscht' op te hangen, deze te bewegen dat wel te doen. Dit leidde tot diverse opstootjes in de omgeving van het Rembrandtplein.
In de vroege avond van de 11e februari ging een groep marcherende en zingende WA'ers naar het Waterlooplein om Joden in elkaar te slaan. Een communistische knokploeg werd gewaarschuwd en schoot de Joden te hulp. De knokploeg brak opslagplaatsen rond het Waterlooplein open om zich te bewapenen met ijzeren voorwerpen die als knuppels gebruikt konden worden en het kwam tot een treffen. Men sloeg op elkaar in met onder andere wapenstokken, ploertendoders en ijzeren staven. Ook werd de WA aangevallen met flessen bleekwater. Sommige getuigen verklaarden bovendien dat er werd geschoten. Na afloop van het gevecht, dat slechts enkele minuten geduurd heeft, bleef Koot op straat liggen. Hij bleek buiten bewustzijn te zijn geraakt. Toen de politie zijn lichaam aantrof, had Koot een zelf-vervaardigde ploertendoder (een rubber slang, verzwaard met ijzer) in de hand, die met een riempje om zijn pols zat. Hij werd naar het Binnengasthuis vervoerd, waar zwaar hoofdletsel werd geconstateerd, naar alle waarschijnlijkheid veroorzaakt door een voorwerp als een ijzeren staaf, een knuppel of een bijl. Op 14 februari 1941 overleed hij, zonder bij kennis te zijn gekomen.

## Begrafenis en nasleep

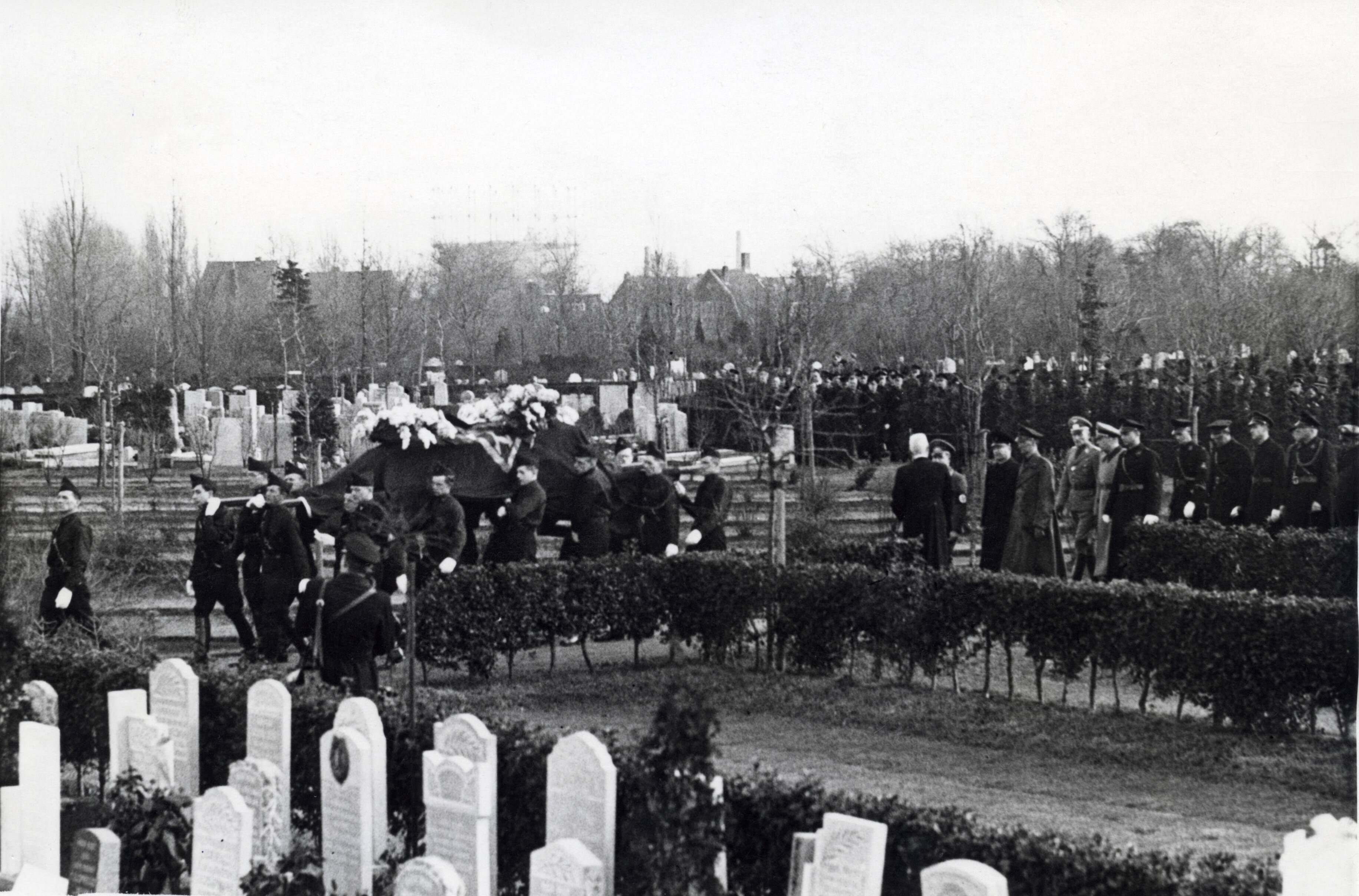
Begrafenis van Koot (Zorgvlied, 17 febr. 1941)

Zijn begrafenis op 'Zorgvlied' te Amsterdam vond plaats op 17 februari en zij werd door de NSB met veel publicitair geweld aangegrepen om aandacht te vragen voor het haar aangedane onrecht. Zo beweerde de NSB in haar publicaties dat Koot op beestachtige wijze vermoord zou zijn: diens lichaam zou ontelbare wonden hebben vertoond; men zou een Jood gebogen hebben zien staan over de liggende Koot en deze Jood zou zich de met bloed besmeurde lippen hebben afgelikt; Koots neus en oren zouden afgebeten zijn; terwijl zijn dood zou zijn ingetreden door het doorbijten van het strottenhoofd. De werkelijkheid is, dat de politiemannen die Koot aantroffen, slechts één verwonding hebben kunnen constateren. Een van de overlijdensadvertenties meldt, dat hij "door laffe Joden-terreur op beestachtige wijze vermoord" is.
De Duitse bezetter vond in de onrust die rondom de rellen en Koot's dood ontstond voldoende aanleiding om de eerste grote razzia's onder de Joodse bevolking te houden, o.a. op het Jonas Daniël Meijerplein, op 22 en 23 februari 1941. Deze beide razzia's waren op hun beurt de aanzet tot de Februaristaking.
Op 15 februari 1942 zou de Amsterdamse WA met groot vertoon de dood herdenken. In een krantenbericht wordt gemeld, dat "de WA marcheert" en "op Zorgvlied een plechtige herdenking zal plaatsvinden, waarbij de waarnemend commandant der WA, opperheerbanleider H.C. van 't Hof spreekt".
Koot had een vrouw en acht kinderen, van wie zes actief waren in de fascistische beweging. De weduwe Elisabeth Koot-Van Groningen kreeg voor het onderhoud van haar gezin drie joodse manufacturenwinkels toegewezen, die door de bezetters waren geconfisqueerd. Hiervoor stond ze terecht op 23 januari 1947, en werd ze twee weken later veroordeeld tot twee jaar gevangenisstraf.